# Anna Anachoutlou
Anna Mega Comnena Anachoutlou, detta anche Anna di Trebisonda (in greco antico: Ἄννα Μεγάλη Κομνηνὴ Ἀναχουτλοῦ?, Anna Megalē Komnēnē Anachoutloū; ... – 3 settembre 1342), è stata una nobile bizantina, imperatrice di Trebisonda dal 1341 al 1342.
Era la figlia maggiore di Jiajak Jaqeli e dell'imperatore trapezuntino Alessio II Mega Comneno ed era entrata in convento come monaca durante il regno di suo padre. Dopo la morte del padre, i fratelli (Andronico III e Basilio) e  ed il nipote (Manuele II) regnarono in rapida successione. Dopo la morte di Basilio nel 1340, la sua vedova Irene Paleologa, genealogicamente estranea alla dinastia regnante dei Mega Comneni, prese il potere come imperatrice regnante.
Nel giugno/luglio del 1341, Anna fuggì dal suo convento e iniziò rapidamente a raccogliere consensi per combattere contro Irene. Pur essendo una donna, e fino a poco tempo prima anche suora, e nonostante vi fossero diversi possibili eredi maschi della dinastia, Anna ottenne un considerevole sostegno dalle province dell'impero, da minoranze etniche come i popoli Laz e zanebi, e dai soldati georgiani, mercenari o truppe inviate da re Giorgio V di Georgia.
Il 17 luglio 1341, Anna conquistò Trebisonda senza combattere, dato che Irene aveva abdicato pochi giorni prima, e fu incoronata imperatrice. Molti degli stessi elementi della nobiltà trapezuntina che si erano opposti a Irene si opposero anche ad Anna e preferirono invece un erede maschio: il candidato più anziano possibile era lo zio di Anna, Michele. Il 30 luglio 1341, Michele arrivò a Trebisonda con l'intenzione di sposare Irene, ma dopo averla vista detronizzata, decise di reclamare il trono per sé; sebbene inizialmente accolto calorosamente, il suo entourage fu sconfitto ed egli fu catturato e imprigionato la mattina successiva.
Anna continuò a governare per poco più di un anno dopo aver sconfitto la sua più evidente rivale. Nonostante il successo militare, avendo sconfitto un'incursione degli Ak Koyunlu nel 1342, la politica interna ed economica di Anna suscitò una certa opposizione da parte dei suoi stessi sostenitori. Anna fu deposta da alcuni elementi della nobiltà trapezuntina tra la fine di agosto e l'inizio di settembre del 1342 e strangolata a morte il 3 settembre. Il giorno successivo, il figlio di Michele, Giovanni III, prese il potere con il supporto di alcuni nobili.

## Ascendenza
|                           |                 |                           | Genitori                     |  |  | Nonni |  |  | Bisnonni                |  |  | Trisnonni               |  |
|                           |                 |                           |                              |  |  |       |  |  | Manuele I di Trebisonda |  |  | Alessio I di Trebisonda |  |
|                           |                 |                           |                              |  |  |       |  |  | Manuele I di Trebisonda |  |  | Alessio I di Trebisonda |  |
|                           |                 | Teodora Axuchina          |                              |  |  |       |  |  | Manuele I di Trebisonda |  |  |                         |  |
| Giovanni II di Trebisonda |                 |                           |                              |  |  |       |  |  | Manuele I di Trebisonda |  |  |                         |  |
|                           |                 | Irene Siricena            | …                            |  |  |       |  |  |                         |  |  |                         |  |
|                           |                 | Irene Siricena            | …                            |  |  |       |  |  |                         |  |  |                         |  |
|                           |                 | Irene Siricena            | …                            |  |  |       |  |  |                         |  |  |                         |  |
| Alessio II di Trebisonda  |                 | Irene Siricena            |                              |  |  |       |  |  |                         |  |  |                         |  |
|                           |                 | Michele VIII Paleologo    | Andronico Paleologo          |  |  |       |  |  |                         |  |  |                         |  |
|                           |                 | Michele VIII Paleologo    | Andronico Paleologo          |  |  |       |  |  |                         |  |  |                         |  |
|                           |                 | Michele VIII Paleologo    | Teodora Angelina Paleologina |  |  |       |  |  |                         |  |  |                         |  |
| Eudocia Paleologa         |                 | Michele VIII Paleologo    |                              |  |  |       |  |  |                         |  |  |                         |  |
|                           |                 | Teodora Ducena Vatatzina  | …                            |  |  |       |  |  |                         |  |  |                         |  |
|                           |                 | Teodora Ducena Vatatzina  | …                            |  |  |       |  |  |                         |  |  |                         |  |
|                           |                 | Teodora Ducena Vatatzina  | …                            |  |  |       |  |  |                         |  |  |                         |  |
| Anna Anachoutlou          |                 | Teodora Ducena Vatatzina  |                              |  |  |       |  |  |                         |  |  |                         |  |
|                           | Sargis I Jaqeli | Beqa, erede di Sa-Metzkhe |                              |  |  |       |  |  |                         |  |  |                         |  |
|                           | Sargis I Jaqeli | Beqa, erede di Sa-Metzkhe |                              |  |  |       |  |  |                         |  |  |                         |  |
|                           | Sargis I Jaqeli | …                         |                              |  |  |       |  |  |                         |  |  |                         |  |
| Beka I Jaqeli             | Sargis I Jaqeli |                           |                              |  |  |       |  |  |                         |  |  |                         |  |
|                           |                 | …                         | …                            |  |  |       |  |  |                         |  |  |                         |  |
|                           |                 | …                         | …                            |  |  |       |  |  |                         |  |  |                         |  |
|                           |                 | …                         | …                            |  |  |       |  |  |                         |  |  |                         |  |
| Jiajak Jaqeli             |                 | …                         |                              |  |  |       |  |  |                         |  |  |                         |  |
|                           |                 | …                         | …                            |  |  |       |  |  |                         |  |  |                         |  |
|                           |                 | …                         | …                            |  |  |       |  |  |                         |  |  |                         |  |
|                           |                 | …                         | …                            |  |  |       |  |  |                         |  |  |                         |  |
| …                         |                 | …                         |                              |  |  |       |  |  |                         |  |  |                         |  |
|                           |                 | …                         | …                            |  |  |       |  |  |                         |  |  |                         |  |
|                           |                 | …                         | …                            |  |  |       |  |  |                         |  |  |                         |  |
|                           |                 | …                         | …                            |  |  |       |  |  |                         |  |  |                         |  |
|                           |                 | …                         |                              |  |  |       |  |  |                         |  |  |                         |  |